# Michael Mack
Michael Mack, rođen 21. prosinca 1978. u Freiburgu u Njemačkoj, njemački je poduzetnik i izvršni direktor. Trenutno je jedan od izvršnih direktora Europa-Parka u Rustu.

## Biografija
Michael Mack je sin Rolanda Macka i njegove supruge Marianne. Ima brata Thomasa (rođen 4. siječnja 1981.) i sestru Ann-Kathrin (rođen 19. listopada 1989.)
Michael Mack diplomirao je na Međunarodnoj poslovnoj upravi (IBM) u Trinational Training School, gdje je studirao između 1999. i 2003. u Baselu, Lörrachu i Colmar. U sklopu studija studirao je u zabavnim parkovima u Njemačkoj i širom svijeta
Godine 2002. stvorio je tvrtku Mack Media posvećenu proizvodnji medija poput filmova, animiranih filmova, videoisječaka i videoigara vezanih za područje zabavnih parkova. Producent je animiranog filma Das Geheimnis von Schloss Balthasar, prvog filma koji je producirao Europa-Park.
Prva atrakcija opremljena virtualnom stvarnošću službeno je lansirana 2015. u parku Europa-Park. Aplikacija Coastiality razvijena u tu svrhu osvaja Deutschen Computerspielpreis, nagradu koju dodjeljuje Verband der deutschen GamesBranche e.V. i njemački Bundestag. Njemački tjednik Wirtschaftswoche opisao je Michaela Macka kao pionira na ovom području.
Od 2005. godine Michael Mack jača suradnju između Mack Rides GmbH & Co KG u Waldkirchu i Europa-Parku. Također je aktivan u upravljanju Mack Rides GmbH & Co KG, dijelom obiteljskog poduzeća. Osim toga, od travnja 2007. godine bio je odgovoran za Mack Solutions, kao i za upravljanje strateškim razvojem slobodnih aktivnosti i upravljanje izgradnjom zabavnog parka.
13. veljače 2008. Michael Mack izabran je za direktora VDFU-a (Verband Deutscher Freizeitparks und Freizeitunternehmen e.V.), au siječnju 2010. imenovan je u Europski upravni odbor IAAPA.
Michael se oženio Miriam 21. svibnja 2011. Zajedno su imali sina po imenu Paul Franz Mack, rođen 3. studenoga 2010.
U 2017. godini postaje izvršni direktor Europa-Parka. Njegov otac, Roland Mack, još je uvijek dio obiteljskog posla. Iste godine Mack je osnovao izdavačku kuću Mack Music, a ubrzo nakon toga i produkcijsku tvrtku Mack Animation. Michael Mack producent je Njemačke nagrade za dječji izbor (Nickelodeon).
Michael Mack je skrenuo pozornost radeći na projektu prekograničnog žičara između Rajne i Francuske. Žičara je uglavnom namijenjena za smanjenje cestovnog prometa i doprinos smanjenju emisija. Susreo se s francuskim predsjednikom Emmanuelom Macronom i premijerom Baden-Württemberga Winfriedom Kretschmannom kako bi razgovarali o projektu.

## Naslovi i nagrade
Godine 2016. Michael Mack nagrađen je kao mladi poduzetnik i dobio nagradu CampdenFB, koju dodjeljuje britanski istoimeni časopis i francuska privatna banka Société Générale.
Od kolovoza 2018. Michael Mack je počasni konzul Francuske. Svoju egzekvaturu dobio je od francuskog veleposlanika Anne-Marie Descôtes.